# Midhat Pascha

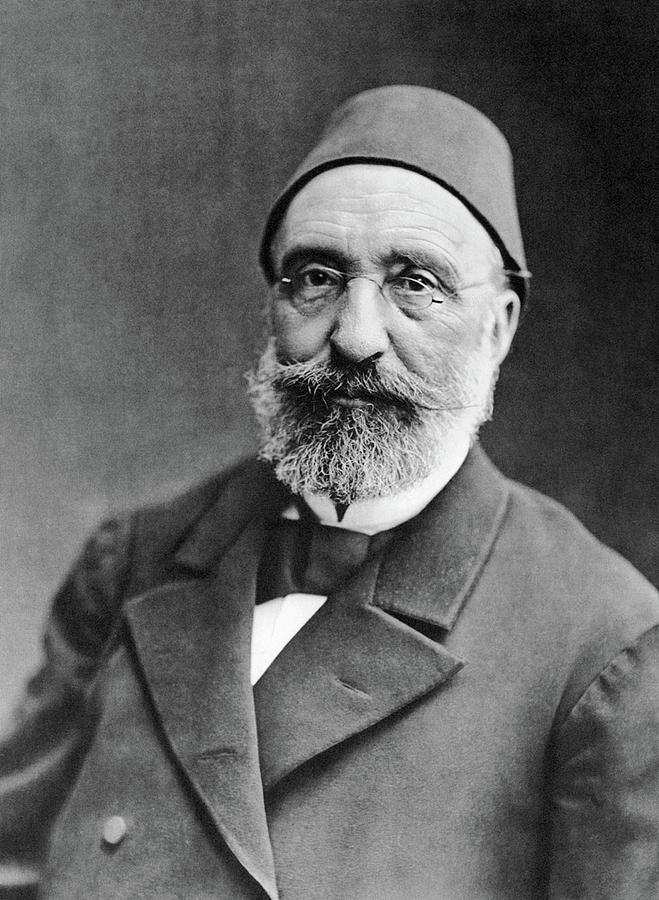
Ahmet Şefik Midhat Pascha

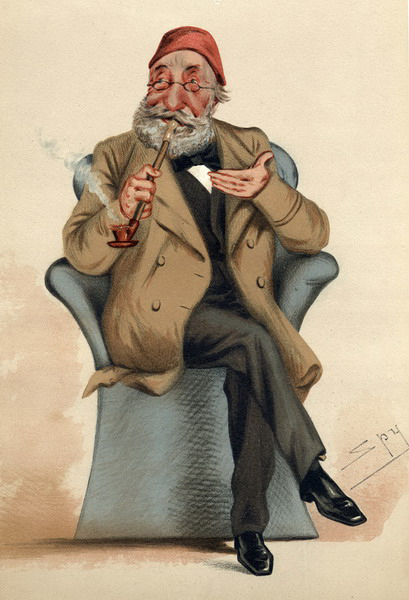
Mithat Pascha auf dem Titelblatt des Vanity Fair vom 30. Juni 1877.

Ahmed Şefik Midhat Pascha (osmanisch احمد شفيق مدحت پاشا, * 18. Oktober 1822 in Istanbul; † 8. Mai 1884 in Taif, heute Saudi-Arabien) war ein prowestlicher, aufgeklärter türkischer Reformer, Staatsmann und Großwesir des osmanischen Reiches. Er gilt als der Vater der Osmanischen Verfassung von 1876. Weiterhin war er Autor der Provinzialverordnung (Vilâyet nizâmnâmesi) von 1863/67 und Begründer des ländlichen Kreditwesens sowie der Einrichtung von Gewerbeschulen in Anatolien. 1881 wurde er zum Tode verurteilt, letztlich in das arabische Taif verbannt und 1884 unter ungeklärten Umständen, wahrscheinlich durch Schergen des Sultans, ermordet.
Nach der jungtürkischen Revolution von 1908 wurde Midhat Pascha rehabilitiert, als türkischer Patriot gefeiert und wird seither gleichzeitig mit dem Dichter und Publizisten Namık Kemal genannt.

## Leben
Midhat war 1822 als Sohn des Richters (kadi) Mehmed Eşref Efendi aus Russe in Istanbul geboren. Sein Vater, ein Reformist, bereitete ihn auf die Karriere in der Verwaltung vor. Midhat lernte Arabisch, Persisch und zum Teil Französisch. Im Alter von 22 wurde er zum Sekretär des Faik Efendi, den er drei Jahre in Syrien begleitete. Nach seiner Rückkehr nach Istanbul wurde Midhat zum Chefdirektor für vertrauliche Berichte ernannt und nach einer neuen finanziellen Mission in Syrien zum zweiten Schreiber (Katip) des Divan-ı humayün – der Großherrliche Diwan bzw. der Großherrliche Reichsrat. Seine Gegner konnten ihn indes erfolgreich von diesem Posten verdrängen und beschuldigten ihn damit, dass er eine Revolte und wildes Räuberunwesen in Rumelien unterstütze.
Seine gerichtliche Maßnahme war hart, ihr Erfolg war überraschend und die Regierung machte ihn zu einem Offiziellen ersten Ranges und gab ihm seinen Platz im Divan-ı humayün wieder. Ab 1849 war er im Obersten Justizrat beschäftigt. Im nächsten Jahr wurde er als Inspekteur nach Syrien entsandt, wo er eine Reihe von Missständen in der Zollverpachtung und Militärverwaltung aufdecken konnte. 1854/55 bereiste er in ähnlicher Funktion die Gebiete von Sliwen und Schumen.
In ähnlich energischer Art untersuchte er 1857 Vorfälle in Nordbulgarien. Als jedoch seine Untersuchungen über namhafte Persönlichkeiten aus dem Palast zurückgewiesen wurden, begab er sich für sechs Monate auf Reisen durch Europa. 1860 wurde er zum Wesir und Pascha, und im Januar 1861 Wali (Gouverneur) über das Vilayet Niš. Erfolgreich waren seine Bemühungen bei der Bekämpfung der Räubereien und die dadurch veranlasste Auswanderung der Bulgaren Richtung Serbien, so dass 1863 ihm das problematische Prizren unterstellt wurde. Da seine Reformen so nützlich waren, beauftragte Sultan Abdülaziz ihn, sowie Fuad Pascha und Ali Pascha, eine Vorlage für die Adaptation der Reformen für das ganze Reich vorzubereiten. Dies wurde später als die Provinzialverordnung (Vilâyet nizâmnâmesi) bekannt. Sie umfasste 83 Artikel, die die Aufgaben der Verwaltungseinheiten vom Dorf bis zu Provinz regelten und sollte zunächst in einer Musterprovinz umgesetzt werden. Dabei wurden die Provinzen Silistrien, Niš und Widin zum Vilâyet Tuna zusammengeschlossen und Midhat Pascha mit der Regierung beauftragt.
In den darauffolgenden drei Jahren leitete Midhat Pascha einen großen Umfang von Reformen bzw. führte sie durch. Sie schlossen Straßen- und Brückenbauten, die Gründung einer Donauschifffahrtssegelschaft, die von Kreditinstituten und Gewerbeschulen, die Ordnung des Steuerwesen und des Polizeihaushalts, die Errichtung eines Postdienstes und Kommunalverwaltungen ein. Durch die Erhöhung der Schlagfertigkeit der Militär- und Polizeiverbände konnte man die öffentliche Sicherheit erhöhen und der bulgarischen Befreiungsbewegung für längere Zeit den Boden entziehen. In seine Regierungszeit fällt auch der Bau und die Eröffnung der Eisenbahnlinie Warna-Russe im Jahr 1866. Midhat Pascha gab weiterhin den Anstoß zur Gründung der genossenschaftlich organisierten Memleket sandıkları (Landkassen), aus denen später die Ziraat Bankası, eine heute noch bestehende türkische Großbank, hervorging,. 1863 wurde die erste dieser Kassen in der Kleinstadt Pirot (heute: Serbien) gegründet.
Ab 1867 sollten Midhat Paschas Reformen auf den größten Teil des Osmanischen Reiches übertragen werden, er selbst wurde im März 1868 zum Vorsitzenden des Staatsrates (Şura-ı Devlet) ernannt worden. Im selben Jahr griff er erneut in Bulgarien ein und leitete die Vernichtung der Freischar von Chadschi Dimitar und Stefan Karadscha.
1869–1872 war Midhat Pascha Gouverneur von Bagdad, wobei sich seine Zuständigkeit auch auf Basra und Mosul erstreckte. Auch hier wurde er als Reformer tätig, bemühte sich um die Schiffbarmachung von Euphrat und Tigris, begann mit der Erdölgewinnung in Mandali und reetablierte eine effektive Kontrolle des Osmanischen Reiches über Kuwait, al-Hasa und Katar.
1871 schien der reformfeindliche Einfluss des Großwesirs Mahmud Nedim Pascha für Midhat Pascha eine Gefahr für das Land, und in einem persönlichen Gespräch mit dem Sultan stellte er seinen Standpunkt mit Nachdruck dar. Der Sultan war so von seiner Meinung und Selbstlosigkeit beeindruckt, dass er Midhat Pascha anstelle des Mahmud Nedim Pascha zum Großwesir ernannte. Da er sich aber für den Hof als zu selbständig erwies, blieb Midhat nur drei Monate an der Macht und nach einer kurzen Statthalterschaft in Saloniki lebte er fern von allen Staatsgeschäften bis 1876 in Istanbul. Ende 1876 und Anfang 1877 nahm er jedoch an der Konstantinopeler Botschaftskonferenz teil, die sich mit der Zukunft der Balkanvölker befasste.
Während Midhat Pascha mit den Ideen und Absichten der Jungosmanen sympathisierte, war er bemüht seine Ungeduld zurückzuhalten, aber die Verstocktheit des Sultans führte zu einem Bündnis zwischen dem Großwesir, dem Kriegsminister und Midhat Pascha. Das Bündnis setzte den Sultan im Mai 1876 ab und am 4. Juni 1876 wurde Abdülaziz ermordet.
Sein Neffe Murad V. wurde daraufhin im August abgesetzt und durch seinen Bruder Abdülhamid II. ersetzt. Midhat Pascha wurde Großwesir; Reformen wurden versprochen und das osmanische Parlament feierlich eröffnet. Aber im nächsten Februar wurde Midhat wegen des Verdachts der Komplizenschaft bei der Ermordung des Sultans Abdülaziz entlassen und verbannt. So besuchte er verschiedene europäische Hauptstädte und blieb für einige Zeit in London, wo er die detaillierte Funktionsweise des britischen Unterhauses studierte.

### Gouverneur in Syrien
Im November 1878 wurde Midhat Pascha zum Gouverneur von Syrien ernannt. Er kam am 3. Dezember 1878 in Damaskus an und wurde dort von den Intellektuellen stürmisch als „Vater der Liberalen“ (abū l-aḥrār) und „überzeugter Befürworter des liberalen und konstitutionellen Denkens“ begrüßt. Noch im Jahre 1878 gründeten seine Anhänger die erste syrische Zeitung mit dem Titel Dimaschq. Midhat Pascha selber gründete während seiner zweijährigen Statthalterschaft in Syrien mehrere Schulen, darunter auch Berufsschulen, baute Straßen, ließ in Tripoli eine Straßenbahnlinie anlegen, die die Stadt mit dem Hafen verband, baute Gendarmerie und Bürokratie aus, in die auch Christen integriert wurden, gründete in Damaskus ein Theater und eine öffentliche Bibliothek. Bei seinen Schulprojekten wurde er von Tāhir al-Dschazā'irī unterstützt, der als sein Inspektor über das Schulwesen fungierte. Weniger erfolgreich war Midhat Pascha im Umgang mit den arabischen Stämmen, die mehrere Aufstände unternahmen. Da Sultan Abdülhamid zu der Auffassung gelangte, dass Midhat eine Gefahr für ihn darstellte, berief er ihn im August 1880 ab und machte ihn zum Gouverneur von Izmir.

### Verbannung und Tod
Im Mai 1881 wollte ihn der Sultan gefangen nehmen, und obwohl er fliehen konnte und im französischen Konsulat in Izmir Zuflucht suchte, wurde er bald unter der Bedingung eines fairen Prozesses ausgeliefert.
Der dreitägige Prozess fand im Juni 1881 im Çadır-Kiosk statt, der sich im Yıldız-Park befindet. Midhat Pascha und weitere Mitangeklagte wurden zum Tode verurteilt. Die Verurteilung wurde generell als Farce angesehen, und auf Vermittlung der britischen Regierung wurde das Todesurteil in eine Verbannung umgewandelt. Die letzten drei Jahre lebte er im Exil in Taif (Arabien), wo er am 8. Mai 1884 starb, wahrscheinlich durch Erdrosselung. Ob der Mord auf Befehl des Sultans geschah, konnte nicht zweifelsfrei nachgewiesen werden. Am 26. Oktober 1951 wurde der Leichnam zum Friedhof Abide-i Hürriyet in Istanbul überführt.
Midhat Pascha war Angaben der Großloge der Freien und Angenommenen Maurer der Türkei zufolge Freimaurer.

## Trivia
Das Inönü Stadı, Heimstadion des türkischen Fußballvereins Beşiktaş Istanbul, hieß von 1952 bis 1973 Midhat-Pascha-Stadion.